# Ворокомщина (Дятловский район)
Вороко́мщина (бел. Варакомшчына) — деревня в Даниловичском сельсовете Дятловского района Гродненской области Белоруссии. Согласно переписи населения 2009 года в Ворокомщине проживало 36 человек. Площадь сельского населённого пункта составляет 46,96 га, протяжённость границ — 4,70 км.

## География
Ворокомщина расположена в 14 км к востоку от Дятлово, 162 км от Гродно.

## История
В 1878 году Ворокомщина — деревня в Дворецкой волости Слонимского уезда Гродненской губернии (12 дворов). В 1880 году в деревне было 73 жителя.
В 1905 году Ворокомщина — деревня тех же волости, уезда и губернии (204 жителя).
В 1921—1939 годах Ворокомщина находилась в составе межвоенной Польской Республики. В 1923 году Ворокомщина относилась к сельской гмине Дворец Слонимского повята Новогрудского воеводства. В деревне насчитывалось 39 домохозяйств, проживало 205 человек. В сентябре 1939 года Ворокомщина вошла в состав БССР.

В 1996 году Ворокомщина входила в состав колхоза «Гвардия». В деревне насчитывалось 37 домохозяйств, проживал 71 человек.

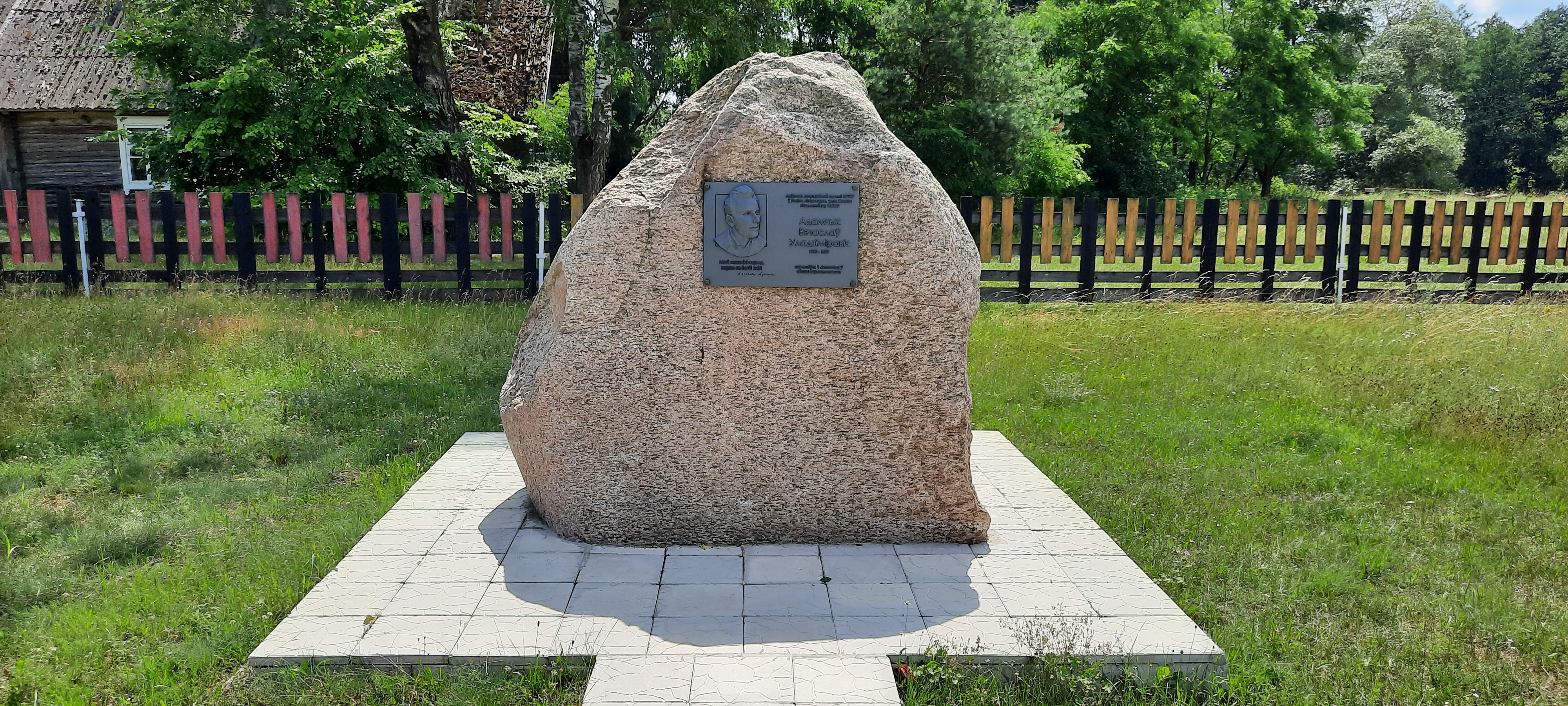
Памятный знак в честь писателя Вячеслава Адамчика.

## Памятные места
- Братская могила партизан. В ней похоронены 12 партизан, погибших в апреле 1944 года в ходе Великой Отечественной войны[3].
- Памятный знак в честь писателя В. Адамчика.

## Известные уроженцы
- Вячеслав Владимирович Адамчик (1933 — 2001) — белорусский писатель, переводчик, кинодраматург.